# Rottenstein, Reichenau
Rottenstein je naselje v Občini Reichenau v Okraju Trg na Koroškem v Avstriji.